# Cratere Asawa
Asawa è un cratere sulla superficie di Mercurio.
Il nome, adottato dall'Unione Astronomica Internazionale il 14 novembre 2024, onora la scultrice nippo-americana Ruth Asawa.